# とんび (童謡)

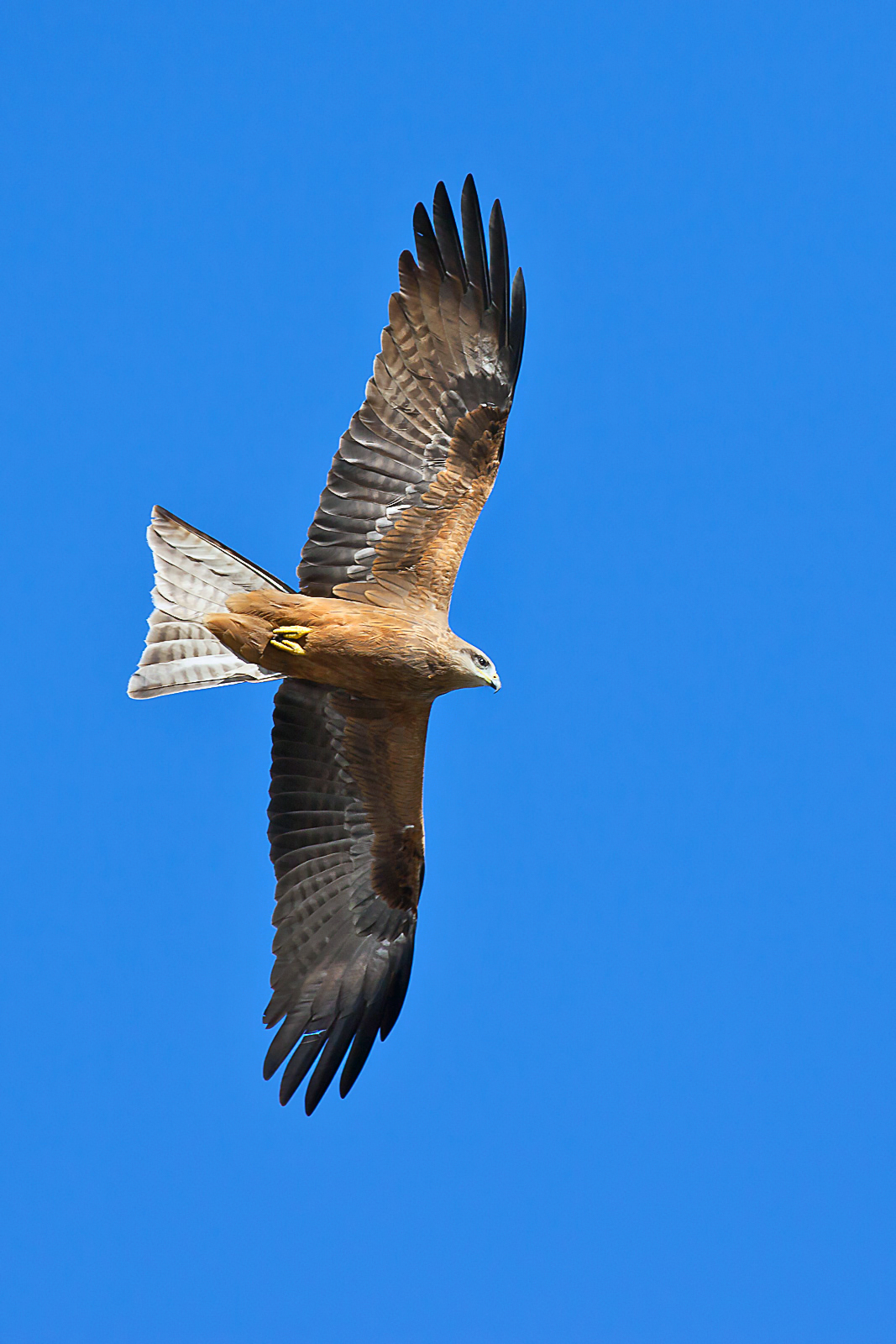
とんび

とんびは、日本の童謡・唱歌。作詞者は葛原しげるで、作曲者は梁田貞。1918年発行の『大正少年唱歌(一)』に掲載。

## 概要
タイトル通り、鳥の「トビ（とんび）」を題材とした童謡である。歌詞では、「ピンヨロー（ピーヒョロー）」というトビの鳴き声が繰り返され、トビが大空を優雅に飛ぶ姿を連想させる曲である。
「ピンヨロー」の部分は原曲では複付点4分音符と16分音符によるリズムとなっているがとりにくいので付点4分音符と8分音符のリズムに編曲されている場合がある（小学校の音楽教科書など）。